# DeHaven
DeHaven – obszar niemunicypalny w Mendocino County, w Kalifornii (Stany Zjednoczone), na wysokości 14 m. Znajduje się 2,4 km na północ od Westport.